# Ambassade du Canada en Ukraine
L'ambassade du Canada en Ukraine est la représentation diplomatique du Canada en Ukraine. Ses bureaux sont situés au 13A, rue Kostelna, dans la capitale ukrainienne Kiev.

## Mission
Cette ambassade est responsable des relations entre le Canada et l'Ukraine et offre des services aux Canadiens en sol ukrainien.
Le Canada possède aussi un consulat à Lviv.

## Histoire
Le 27 janvier 1992, le Canada annonce l'établissement de relations diplomatiques avec l'Ukraine. Son consulat général à Kiev est élevé au statut d'ambassade.
Le 12 février 2022, l'ambassade est fermée et les activités diplomatiques sont transférées à Lviv en raison de l'imminence de l'invasion russe en Ukraine. Le 24 février, l'ambassadrice Larisa Galadza et le personnel de l'ambassade quittent le pays. Le 8 mai, en visite d'appui au président ukrainien Volodymyr Zelensky, le premier ministre canadien Justin Trudeau annonce la réouverture de l'ambassade à Kiev.
Le 20 novembre 2024, le Canada ferme son ambassade à Kiev à la suite d'une annonce des États-Unis le même jour, faisant état d'un risque d'attaques aériennes sur la capitale ukrainienne.

## Ambassadeurs
Cette représentation diplomatique canadienne est dirigée par un chef de mission qui porte le titre d'ambassadeur extraordinaire et plénipotentiaire.
| #   | Nom                         | Titre | Nomination        | Lettres de créance | Fin de l'affectation |
| --- | --------------------------- | ----- | ----------------- | ------------------ | -------------------- |
| 1er | Nestor Gayowsky             | CA    | 27 janvier 1992   | -                  | 10 juin 1949         |
| 2e  | François Antoine Mathys     | AEP   | 30 juillet 1992   | 22 septembre 1992  | -                    |
| 3e  | Christopher William Westdal | AEP   | 18 août 1995      | -                  | -                    |
| 4e  | Derek Fraser                | AEP   | 15 juillet 1998   | 15 septembre 1998  | 27 juillet 2001      |
| 5e  | Andrew Robinson             | AEP   | 16 juillet 2001   | -                  | -                    |
| 6e  | Abina Dann                  | AEP   | 19 août 2005      | -                  | -                    |
| 7e  | G. Daniel Caron             | AEP   | 22 juillet 2008   | -                  | -                    |
| 8e  | Troy Lulashnyk              | AEP   | 19 juillet 2011   | 16 novembre 2011   | 29 août 2014         |
| 9e  | Roman Waschuk               | AEP   | 12 septembre 2014 | 1er décembre 2014  | 31 octobre 2019      |
| 10e | Larisa Galadza              | AEP   | 1er novembre 2019 | 19 décembre 2019   | -                    |